# Himno Nacional del Perú

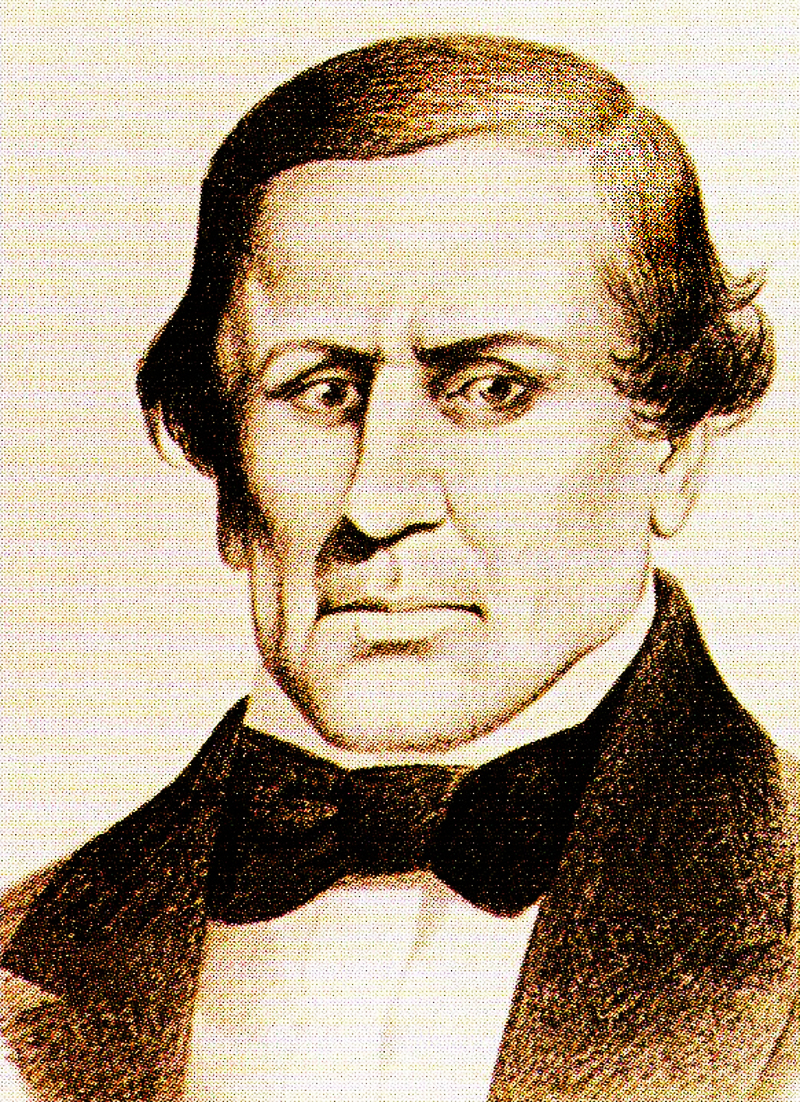
José de la Torre Ugarte, compositor de la letra del Himno Nacional del Perú.

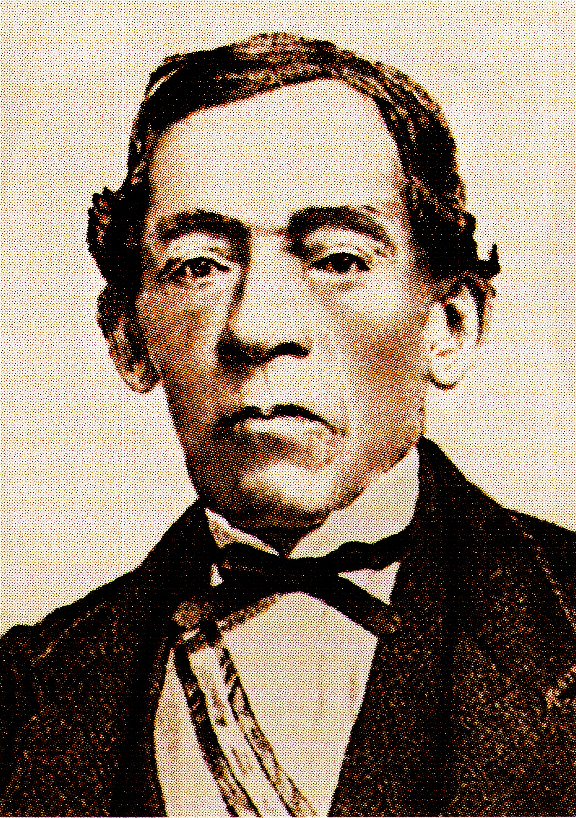
José Bernardo Alcedo, compositor de la música del Himno Nacional del Perú.

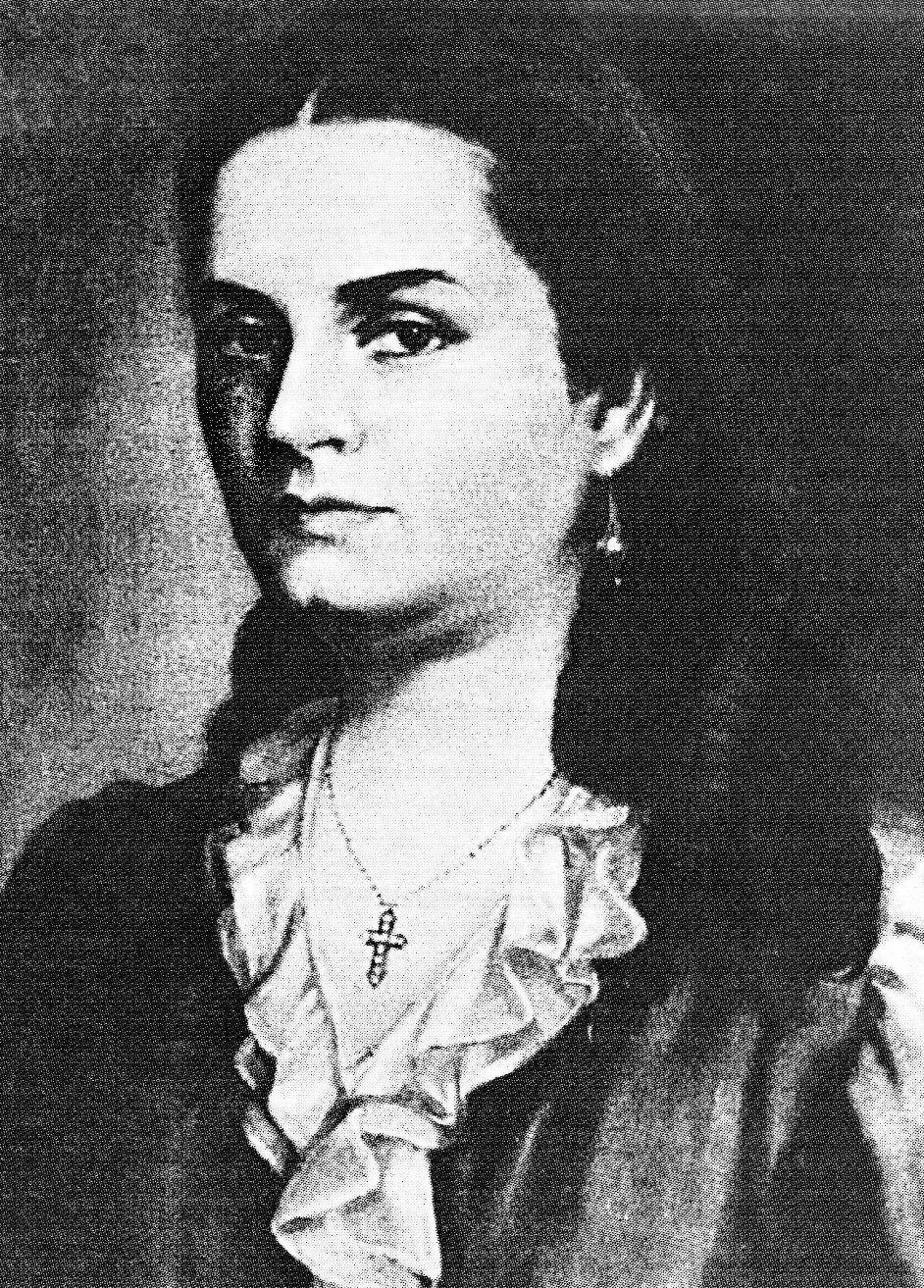
Rosa Merino, primera persona que cantó el Himno Nacional del Perú.

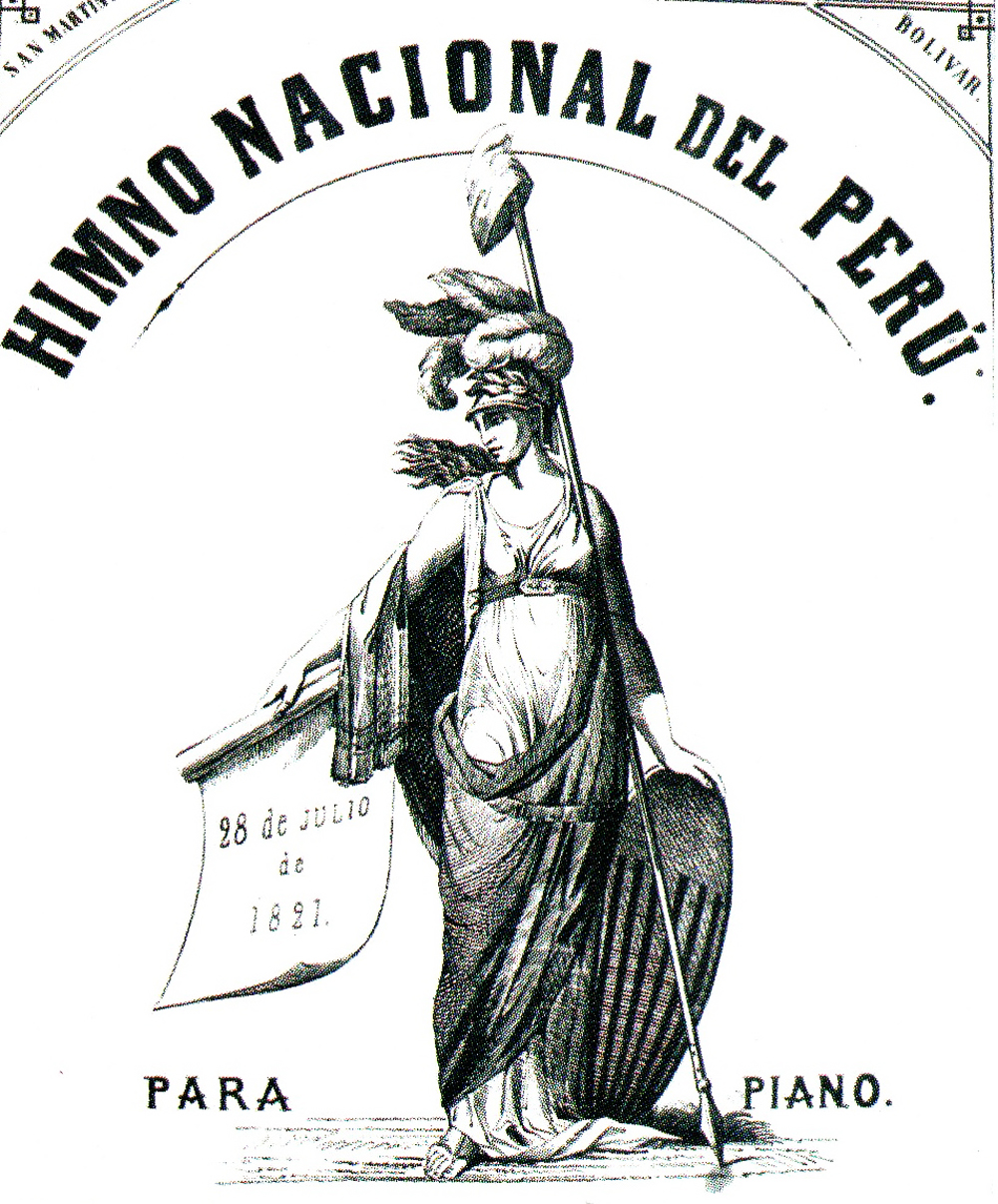
Portada de una partitura de piano del Himno Nacional de finales del.

El Himno Nacional del Perú o Somos libres, seámoslo siempre (en su nombre alternativo) es uno de los símbolos patrios del Perú, cuya letra pertenece a José de la Torre Ugarte y la música a José Bernardo Alcedo. Fue adoptado en 1821 con el título de Marcha Nacional del Perú.

## Historia
Luego de proclamar la Independencia del Perú nacional del Perú, el general José de San Martín convocó a un concurso público para elegir la Marcha Nacional del Perú para las tropas peruanas, convocatoria que fue publicada el 7 de agosto de 1821, en la Gaceta del Gobierno. En el anuncio se convocaba a todos los profesores de bellas letras, a los compositores y aficionados en general, para que dirigieran sus producciones firmadas al Ministerio de Estado antes del 18 de septiembre, día en el cual una comisión designaría cuál de ellas sería adoptada como la Marcha Nacional. El autor de la composición elegida sería retribuido por el público y el gobierno con la gratitud nacional.
Fueron siete las composiciones que entraron en el concurso:
- la del músico mayor del Batallón Voltígeros de la Guardia batallón «Numancia»,
- la del maestro Alcedo,
- la del maestro Huapaya,
- la del maestro Tena,
- la del maestro Filomeno,
- la del padre Aguilar, maestro de capilla de los agustinianos

y otra más del maestro Alcedo, a la sazón hermano terciario del Convento de Santo Domingo.
Dicho certamen se realizó con toda probabilidad en el salón de Miguel José de Riglos, donde se realizaron las pruebas por medio auditivo, utilizándose para tal fin en el clave (no clavicordio) de este amigo íntimo y colaborador de San Martín. Este último, al no encontrar entre las siete obras escuchadas una marcha de su gusto, resolvió adoptar, provisoriamente y de facto, la presentada en último término por el compositor afroperuano José Bernardo Alcedo, cuya melodía e impulso dinámico recibieron sin duda un calor expositivo convincente a través de la segunda audición, animada por el fervor patriótico del autor.
Adoptada la marcha, procedió Alcedo a su orquestación y ensayo por la orquesta del Teatro, la cual pudo así estrenarla oficialmente en la noche del 23 de septiembre de 1821, en el Teatro Segura, en una función a la que asistieron San Martín y los próceres de la independencia que en esa fecha se encontraban en la capital. La bella voz de la soprano Rosa Merino fue la primera en entonar esta canción nacional. El auditorio, al escuchar la música y letra del Himno Nacional, respondió poniéndose de pie a sugerencia de Alcedo, que dirigía la orquesta.
Las estrofas originales fueron compuestas por el poeta iqueño y sanmarquino de la Facultad de Artes, José de la Torre Ugarte. Las estrofas del himno son un claro testimonio del fervor patriota del poeta y de los ideales emancipatorios de los peruanos y su compromiso por la independencia.
Alrededor de 1840 y de manera espontánea, a la letra original se le sumó una estrofa de autor anónimo:

Largo tiempo el peruano oprimido

la ominosa cadena arrastró;

Condenado a una cruel servidumbre

largo tiempo en silencio gimió.

Mas apenas el grito sagrado

¡Libertad! en sus costas se oyó,

la indolencia de esclavo sacude,

la humillada cerviz levantó.

Diversas publicaciones del himno fueron operando sutiles modificaciones en la letra y la música, que es restaurada y nuevamente arreglada por Claudio Rebagliati en 1869, a pedido de Alcedo. En 1874 se presentó una solicitud en la que se pidió la convocatoria a un concurso para reformar la letra del Himno Nacional, en vista de las sucesivas versiones que circulaban, además de los pequeños defectos que le encontraban. Dicha iniciativa, aun cuando fue aprobada, no prosperó debido al rechazo que generó en la opinión pública por el arraigo, reconocimiento y tradición que el tiempo le había dado.
El 8 de mayo de 1901, en Lima, se aprueba la Edición Oficial restaurada del himno según se dicta:

"Visto el memorial presentado por el profesor de música don Claudio Rebagliati, manifestando: que la canción nacional del Perú, compuesta por el maestro don José Bernardo Alcedo y adoptada por el Supremo Gobierno en 1821, ha sido adulterada desde entonces, por no haber existido sino una partitura para bandas militares, y que en 1869, no pudiendo el maestro Alcedo por su avanzada edad escribir en forma la música del himno, comisionó al recurrente profesor Rebagliati con ese propósito, obteniendo en seguida el trabajo de éste la plena aprobación de aquél, y teniendo en consideración:
Que la comisión nombrada por el Ministerio de Gobierno, en 13 de abril de 1900, compuesta de los profesores don J. M. Valle-Riestra, don Benjamín Castañeda, don F. Francia, don S. Berriola y don Pedro López Aliaga, asegura en el informe que corre en estos actuados, que la restauración del himno hecha por el profesor Rebagliati, es aceptable, por las varias razones que aduce, entre otras, la de hallarse ella conforme con una cartina del puño del maestro Alcedo, Proporcionada a la comisión por el profesor don Francisco Filomeno: y
Que es necesario poner fin a las alteraciones caprichosas hechas en la canción nacional, para que se conserve tal como fue arreglada por su autor;
SE RESUELVE:
1º Apruébase la restauración de la música del himno patrio (...).
2º En los actos oficiales no podrá entonarse otro himno que el aprobado por esta resolución, (...).
Regístrese, comuníquese y publíquese;
Rúbrica de S.E-Zapata."

En 1901 hubo un nuevo intento reformista, esta vez, aprobado por el gobierno de Eduardo López de Romaña, quien, tras aprobar la música del himno restaurada por Claudio Rebagliati, dispuso que se convocara a un concurso para elegir una nueva letra por considerar la original de José de la Torre Ugarte anticuada y agresiva hacia España, teniendo en cuenta que en aquellos tiempos las relaciones entre ambos países eran cordiales. El jurado, compuesto por Ricardo Palma, Guillermo Seoane y Andrés Aramburú Sarrio, determinó que el coro debía de mantenerse fiel al original y de las veinte propuestas presentadas ganó la del poeta José Santos Chocano, cuyas estrofas con el mismo coro llegaron a cantarse en las escuelas públicas y se publicaron en los cancioneros populares, pero el galardón nunca fue oficializado por ningún documento oficial.
Pero no pasó mucho tiempo para que nuevamente la opinión pública reclamara la antigua letra, siendo tanta la presión que el Congreso peruano se vio obligado en 1913 durante el gobierno de Guillermo Billinghurst a promulgar la Ley N.º 1801 del 26 de febrero de 1913 que declaraba intangible la letra y la música del himno, incluida la estrofa apócrifa de Largo tiempo colocada como primera estrofa.
En 1954, a petición de Raúl Porras Barrenechea, Chabuca Granda compuso un reemplazo para la primera estrofa del himno, sin embargo, la misma no se difundió.
Durante el gobierno militar del general Juan Velasco Alvarado se intentó modificar el segundo y tercer párrafo. De la misma forma el gobierno de Francisco Morales Bermúdez dispuso que en ceremonias oficiales y colegios, se cantase la segunda estrofa (Ya el estruendo...) en lugar de la apócrifa. Con el inicio del segundo gobierno de Fernando Belaúnde Terry se volvió a cantar el Himno con la primera estrofa (Largo tiempo...)
El Tribunal Constitucional determinó en junio de 2005 que la primera estrofa del himno (Largo tiempo...) no es de la autoría de José de la Torre Ugarte, sino más bien fruto del folclore popular y que su inserción en el himno expresa la voluntad del pueblo peruano representado en el Parlamento Nacional mediante la Ley N.º 1801; por lo que merece mantenerse como intangible. Sin embargo, también verificó que se había excluido la quinta estrofa original del himno y considerando la legislación de los derechos de autor y la integridad de la obra ordenó que se restituya dicha quinta estrofa que, en la versión actual del himno, sería la sexta estrofa de un total de siete.
En septiembre de 2009, el segundo gobierno de Alan García dispuso nuevamente que en ceremonias oficiales se entonara la séptima estrofa (En su cima los Andes sostengan...) en lugar de la primera, lo cual se realizó el 24 de septiembre (Día de las Fuerzas Armadas) y el 8 de octubre (Día del Combate de Angamos). Desde esa fecha se ha ido extendiendo la interpretación de la última estrofa a todos los sectores del país.

## Interpretación

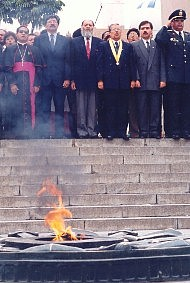
Posición oficial para cantar el himno, con los brazos a los lados.

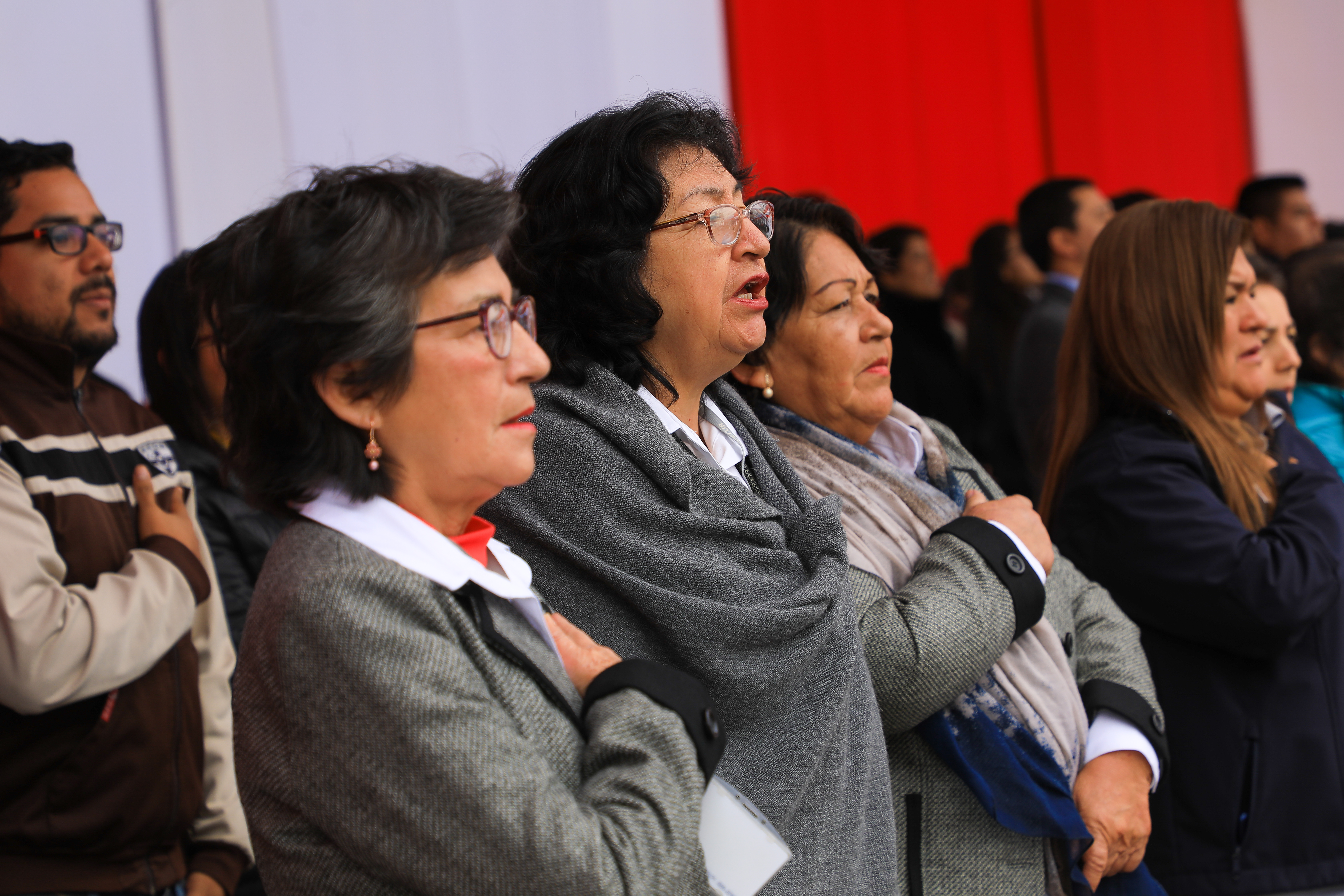
Una costumbre popular es cantar el himno con la mano derecha a la altura del corazón.

La posición oficial para interpretar el himno es la de firmes, con los brazos rectos a los lados. Sin embargo, es popular la posición con la mano derecha sobre el pecho, a la altura del corazón —probablemente de influencia extranjera—. También se ha generalizado, incluso en ceremonias oficiales, la costumbre popular de que al fin de la interpretación el celebrante pronuncie "¡Viva el Perú!" y la concurrencia responda "¡Viva!".
Alrededor de 2016 se adoptó la costumbre de los aficionados al fútbol de otros países de cantar el himno abrazados al inicio de los partidos de la selección nacional de fútbol, como símbolo de unidad. Este gesto se ha afianzado y continuado hasta la actualidad. 
El Himno Nacional del Perú consta de un coro y siete estrofas, pero solo una estrofa llega a ser interpretada. Durante mucho tiempo, se interpretó la primera estrofa junto con el coro. A partir de septiembre de 2009, a instancias de una sentencia del Tribunal Constitucional de 2005, la cual señalaba que la primera estrofa era apócrifa, se decidió que, en adelante, se entonase el coro y la última estrofa. El himno también tiene ciertas peculiaridades en el momento de su interpretación, especialmente repeticiones y es cantado en general de la siguiente manera:

Coro: Somos libres, seámoslo siempre, / seámoslo siempre / y antes niegue sus luces, / sus luces, sus luces el Sol / que faltemos al voto solemne / que la Patria al Eterno elevó / que faltemos al voto solemne / que la Patria al Eterno elevó / que faltemos al voto solemne / que la Patria al Eterno elevó.
Estrofa VI: En su cima los Andes sostengan / la bandera o pendón bicolor / que a los siglos anuncie el esfuerzo / que ser libres, que ser libres, / que ser libres por siempre nos dio / a su sombra viva-amos tranquilos / y al nacer por sus cumbres el sol / renovemos el gran juramento / que rendimos, que rendimos, / que rendimos al Dios de Jacob, / que rendimos al Dios de Jacob, / al Dios de Jacob.
Coro: Somos libres, seámoslo siempre, / seámoslo siempre / y antes niegue sus luces, / sus luces, sus luces el Sol / que faltemos al voto solemne / que la Patria al Eterno elevó / que faltemos al voto solemne / que la Patria al Eterno elevó / que faltemos al voto solemne / que la Patria al Eterno elevó.
¡Viva el Perú!

## Versión en quechua
El quechua es el segundo idioma más importante del Perú y uno de sus idiomas cooficiales. Por esa razón el himno en español se ha traducido al quechua sureño. Existen dos traducciones diferentes: la primera de Demetrio Túpac Yupanqui y la segunda pertenece a la Academia Mayor de la Lengua Quechua.

Demetrio Tupah Yupankip t'ikrasqan

Qhuchuntin

Qispisqañam kachkanchik

ñawpaq kananchik wiñaypaq,

ñawpaqtaraq pakachun

wach'inta Intinchik pakachun

Sayasunmi ñuqanchik chiqapta

Llaqtanchikmi wiñaypaq ruwasqa (3 kuti)

Yarayma

Achka watam piruwanu sarusqa,

qillay waskhata aysapurqan

kamallisqa millay kawsayriyman

achka watam,

unay watam

achka watam ch'inpi llakirqan

Chay chayllapim willka qaparimuy,

qispiriypi k'ancharikamun

rikch'ariymi llapapaq kamakun.

sarunchasqan, sarunchasqan

sarurchasqan qispiyta yallin

saruchasqan qispiyta yallin

qispiyta yallin
Huk runap t'ikrasqan (Traducción de la Academia Mayor de la Lengua Quechua)

Qhuchuntin

Qispichisqan kanchis wiñaypaq, kananchis wiñaypaq 

Ñaupaqtaqa k´anchanta, pakachun, k’anchanta inti 

Pisisun willkachasqa munayman, 

Hanaqchan llaqtanchismi wiñayman 

Pisisun willkachasqa munayman 

Hanaqchan llaqtanchis wiñayman 

Pisisun willkachasqa munayman 

Hanaqchan llaqtanchis wiñayman. 

Yarayma

Llaqta runan unay wata mat'isqa 

Tajyachaqnin waskharta aysarqan 

Wiñaychasqa usuy warma kaymanmi 

Unay pacha, unay pacha 

Unay pachan phutikuq ch’inllá 

Willka qapariynin ñak’aymanta 

qespi qocha patapi uyarikun 

Ñak’ay warma kayninta chhafchirispan 

K’umuchisqa, k’umuchisqa 

K’umuchisqa mat’inta hoqarin 

Mat’inta hoqarin